# Ferrovia Tosa Kuroshio
La Ferrovia Tosa Kuroshio (土佐くろしお鉄道?, Tosa Kuroshio Tetsudō) è un operatore ferroviario del terzo settore che gestisce le ferrovie nella prefettura di Kōchi. Il nome deriva dall'ex provincia di Tosa e dalla corrente Kuroshio che passa a sud di Shikoku. Gestisce una rete di ferrovie che copre parte dell'isola di Shikoku. La sede centrale si trova presso la stazione di Nakamura nella città di Shimanto, mentre la sede legale si trova presso l'ufficio della prefettura di Kōchi nella città di Kōchi.

## Proprietà
Al 31 marzo 2019 oltre il 90% delle sue azioni sono detenute dalla prefettura di Kōchi e dai 23 comuni lungo la linea.
- Prefettura di Kōchi 49,1%
- Città di Sukumo 8,3%
- Città di Aki 7,3%
- Città di Shimanto 6,3%
- Città di Kōnan 4,7%
- Shikoku Bank 4,8%

## Storia
La Ferrovia Tosa Kuroshio fu fondata l'8 maggio 1986 allo scopo di riprendere la costruzione delle linee Sukumo e Asa, che erano state pianificate dalla JNR ma poi abbandonate. Tuttavia, la compagnia assunse per prima il controllo delle operazioni sulla ex linea JNR Nakamura di 43,0 km (da Kubokawa a Nakamura) dal 1º aprile 1988, poiché la sua continuazione delle operazioni era un requisito per l'apertura della linea Sukumo. La compagnia aprì la linea Sukumo di 23,6 km (da Sukumo a Nakamura) il 1º ottobre 1997 e la linea Asa di 42,7 km (da Gomen a Nahari) il 1º luglio 2002. A marzo del 2006 viene introdotta la numerazione delle stazioni.

## Linee ferroviarie

### Linee

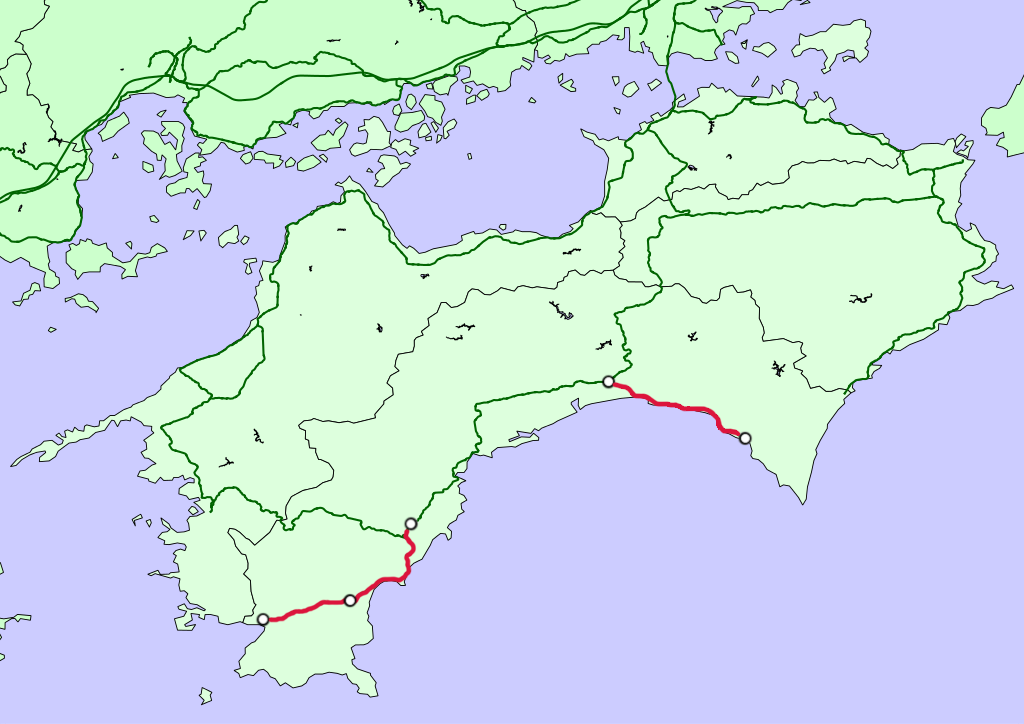
Mappa delle linee Asa (a destra) e Sumuko + Nakamura (a sinistra) sull'isola Shikoku

La compagnia gestisce tre linee a sud dell'isola di Shikoku.
- Linea Nakamura (contrassegnata con "TK")
  - Kubokawa — Nakamura (43,0 km)
- Linea Sukumo (etichettata "TK")
  - Sukumo — Nakamura (23,6 km)
    - Le iniziali della numerazione delle stazioni sono TK, da Tosa Kuroshio, per entrambe le linee sopra citate.
- Linea Asa (etichettata "GN")
  - Il soprannome ufficiale è Linea Gomen-Nahari (ごめん・なはり線?)
  - Gomen — Nahari (42,7 km)
    - Le iniziali della numerazione della stazione sono GN, dal soprannome Gomen-Nahari (linea Gomen-Nahari).

La linea Shimanto Kuroshio (linea Nakamura/linea Sukumo) e la linea Gomen Nahari (linea Asa) distano circa 75 km in base alla stazione di partenza e non esiste un treno regolare che collega direttamente le due linee.

### Numerazione delle stazioni
Ogni stazione della compagnia ha un'etichetta alfanumerica unica che integra il sistema della Shikoku Railway Company (JR Shikoku), progettato per assistere i passeggeri che non hanno familiarità con le linee, in particolare nelle stazioni di cambio. Ad esempio, l'etichetta della stazione JR di Gomen è "D40", mentre "GN40" è l'etichetta della stazione di Tosa Gomen.

## Materiale rotabile
Poiché molti tratti si trovano lungo la costa, tutti i veicoli hanno la carrozzeria in acciaio inossidabile per prevenire la ruggine.
Ad aprile 2014, la società possedeva una flotta di 23 autotreni diesel multi-unità. Sulle linee Nakamura e Sukumo, la società gestisce convogli della serie 2700 e TKT 8000 mentre sulla linea Asa utilizza convogli della serie 9640.

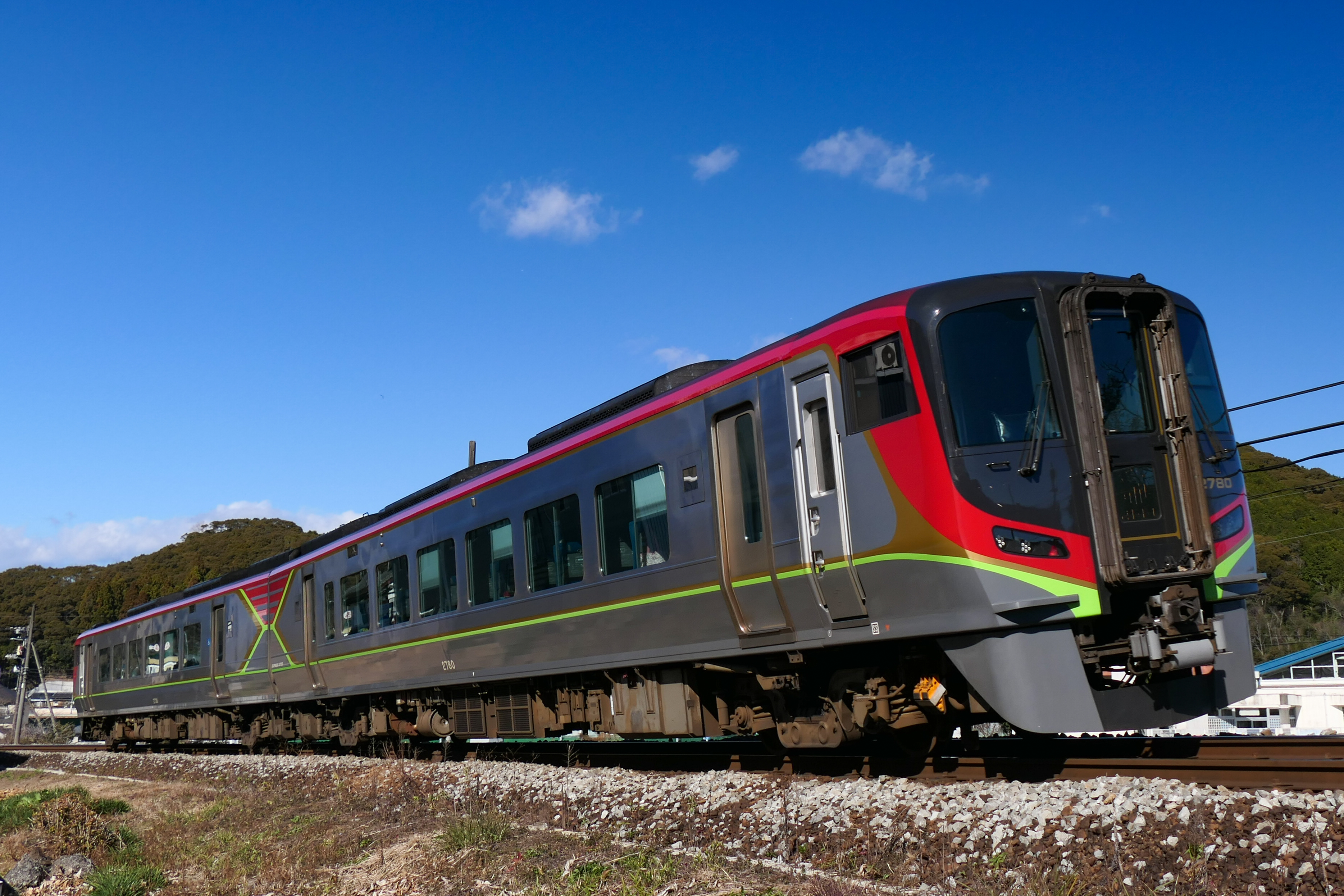
Serie 2700
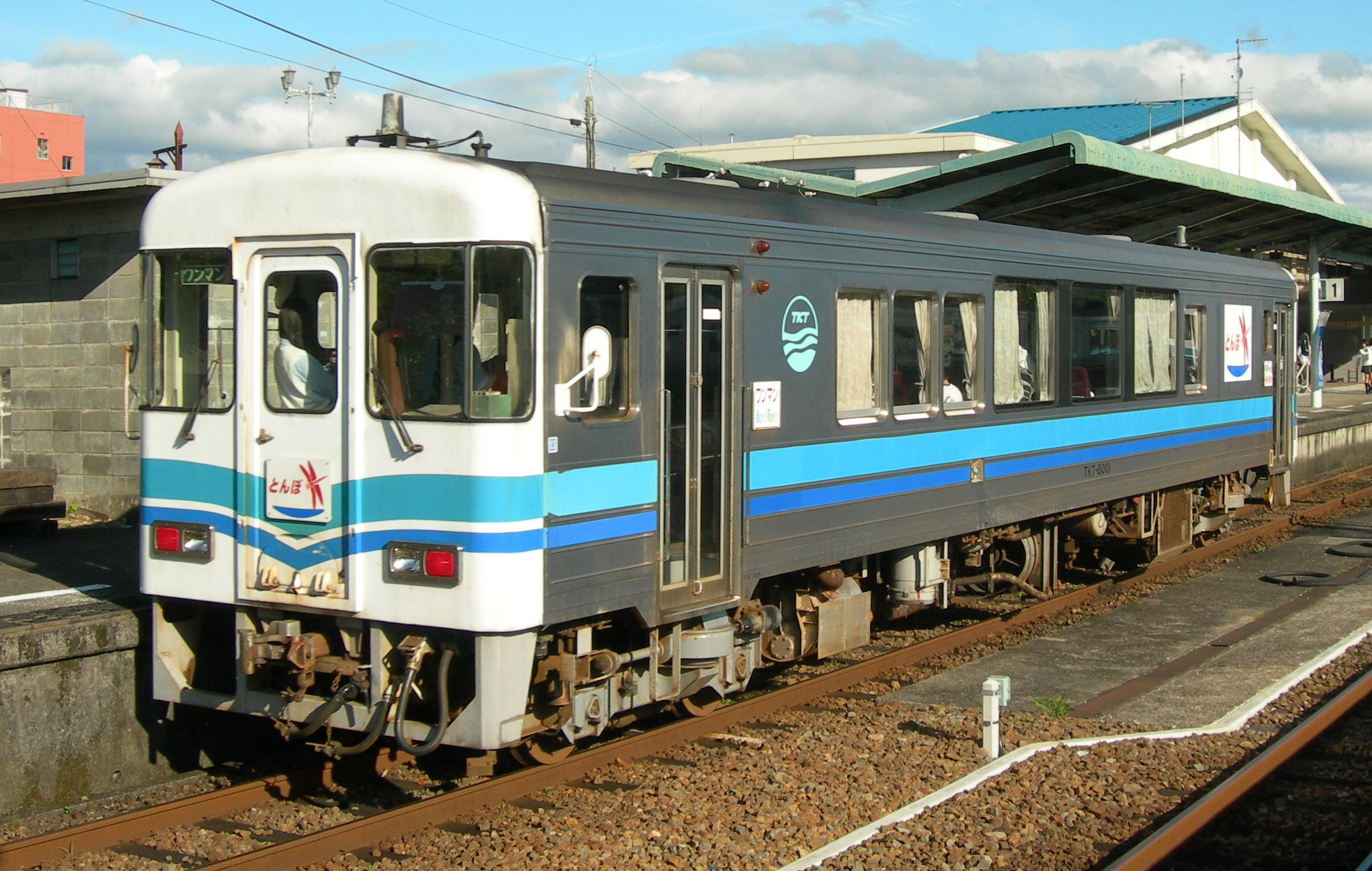
Serie TKT-8000
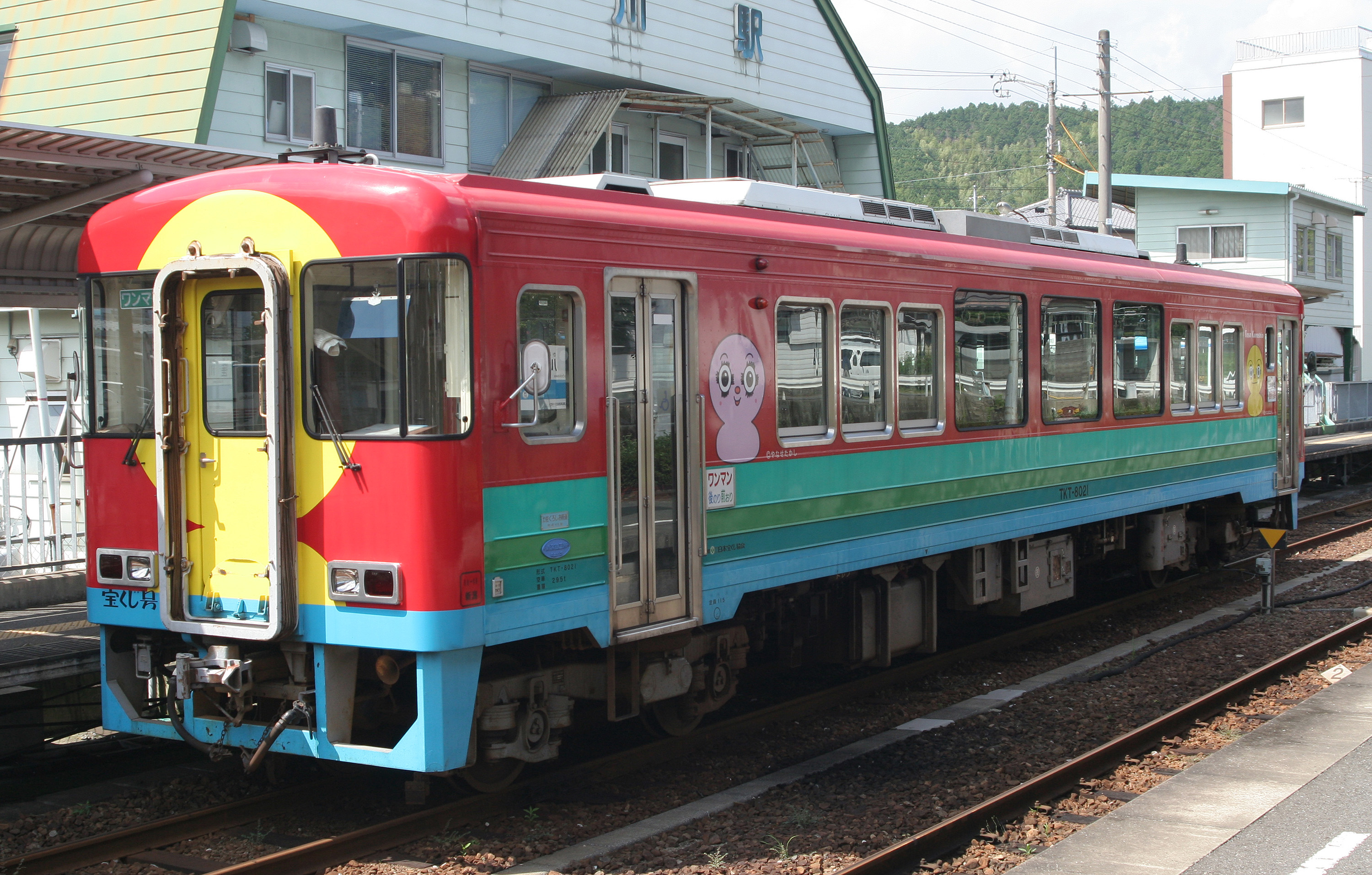
Serie TKT-8000
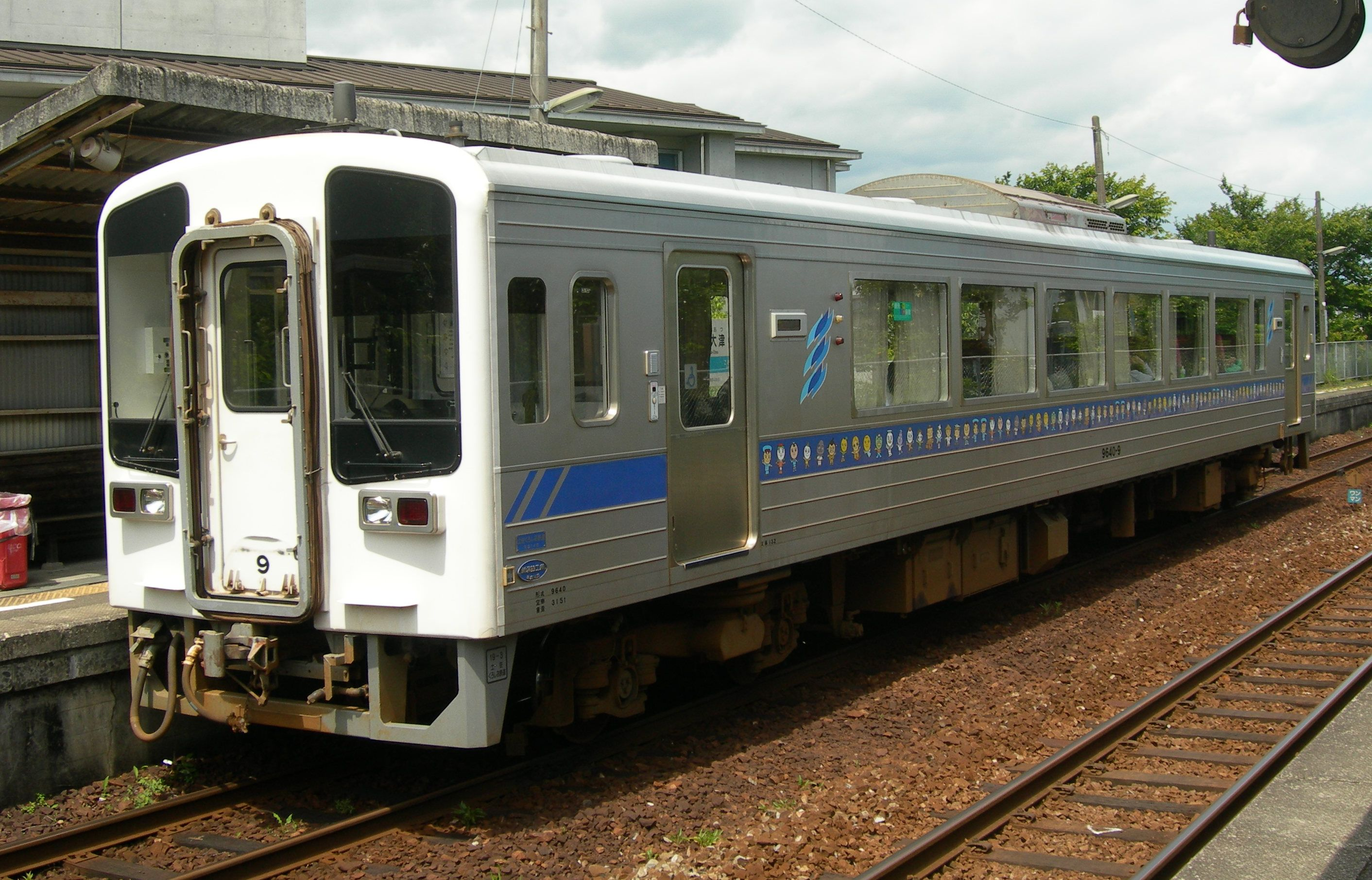
Serie 9640
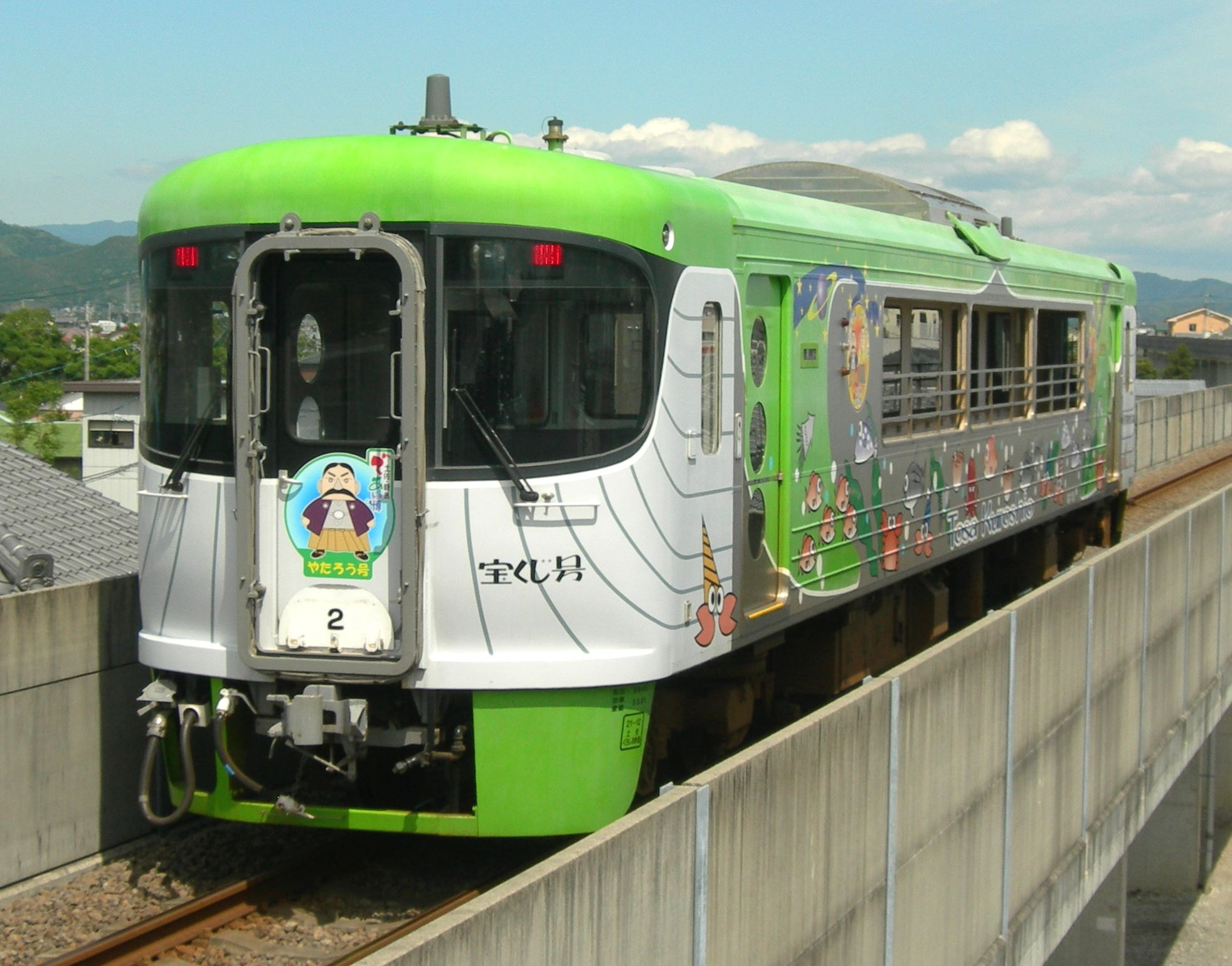
Serie 9640